# Funció especial
Una funció especial és una funció matemàtica particular, que per la seva importància en el camp de l'anàlisi matemàtica, anàlisi funcional, la física i altres aplicacions, té noms i designacions més o menys establerts.
No hi ha una definició formal, però la llista de funcions matemàtiques conté funcions que són generalment acceptades com a especials. En particular, les funcions elementals són també considerades funcions especials.

## Taules de funcions especials
Moltes funcions especials s'originen com solucions a equacions diferencials
o com a integrals de funcions elementals. Per tant, les taules d'integrals

en general inclouen la descripció d'algunes funcions especials, i les taules de funcions especials
 inclouen les integrals més importants; si més no, la representació integral de les funcions especials.
Els llenguatges computacionals de càlcul analític com ara Mathematica en general reconeixen la majoria de les funcions especials. No obstant això, no tots els sistemes de càlcul tenen algorismes eficients d'avaluació, especialment al pla complex.

### Nomenclatura utilitzada
En la majoria dels casos, s'utilitza la següent notació estàndard per indicar una funció especial: el nom de la funció (escrita en lletra rodona), subíndexs si és que té, s'obre parèntesi, i després les seves variables independents, separades per comes. Aquesta notació permet traduir les expressions a llenguatges algorísmics sense ambigüitats. Algunes funcions amb nomenclatures reconegudes internacionalment són sin, cos, exp, erf, erfc.
De vegades, una funció especial pot tenir diversos noms. El logaritme natural pot ser anomenat Log, log o ln, segons quin sigui el context. La tangent pot ser anomenada Tg, Tan, tg o tan i l'arcsinus pot ser anomenat asin, arcsin, sin−1.
Sovint els subíndexs s'utilitzen per indicar arguments, habitualment enters. En alguns casos, el punt i coma (;) o fins i tot la barra invertida (\) són usats com separadors. Això fa més complexa la traducció a llenguatges algorísmics i pot donar lloc a confusions.
A la notació de funcions especials, un superíndex pot ser ambigu, perquè pot indicar una exponenciació com a multiplicació repetida o com a composició repetida. Per exemple,
- cos3(x) acostuma a significar (cos(x))3
- cos²(x) significa (cos(x))² i només pot significar cos(cos(x)) si l'autor remarca explícitament aquesta notació
- cos−1(x) es pot referir a la funció inversa (anomenada arccosinus) o a 1/cos(x) (anomenada secant). Per a resoldre l'ambigüitat es desaconsella totalment aquesta notació en favor de acos(x) i sec(x).